# Pavol Gábriška
Pavol Gábriška (* 24. ledna 1960) je bývalý slovenský fotbalový brankář.

## Fotbalová kariéra
V československé lize hrál za TJ Spartak TAZ Trnava. Nastoupil ve 12 ligových utkáních. Ve druhé nejvyšší soutěži hrál za Iskru Matador Bratislava.

## Ligová bilance
| Ročník                                      | Zápasy | Góly | Klub                     |
| ------------------------------------------- | ------ | ---- | ------------------------ |
| 1. slovenská národní fotbalová liga 1981/82 | 11     | 0    | Iskra Matador Bratislava |
| 1. slovenská národní fotbalová liga 1982/83 | 1      | 0    | Iskra Matador Bratislava |
| 1. československá fotbalová liga 1987/88    | 1      | 0    | TJ Spartak TAZ Trnava    |
| 1. československá fotbalová liga 1988/89    | 1      | 0    | TJ Spartak TAZ Trnava    |
| 1. československá fotbalová liga 1989/90    | 10     | 0    | TJ Spartak TAZ Trnava    |
| CELKEM                                      | 12     | 0    |                          |